# Austrogramme marginata
Austrogramme marginata är en kantbräkenväxtart som först beskrevs av Georg Heinrich Mettenius, och fick sitt nu gällande namn av Fourn. Austrogramme marginata ingår i släktet Austrogramme och familjen Pteridaceae. Inga underarter finns listade.